# Obični ljepušak
Obični ljepušak (lat. Hydrocotyle vulgaris), biljna vrsta vodenih trajnica iz porodice brestanjevki raširena je po Europi. Jedina je vrsta ljepuška koji raste u Hrvatskoj, gdje se vodi kao ugrožena.
U Hrvatskoj je pronađena u novije vrijeme nakon dugog niza godina na delti rijeke Neretve.

## Vanjske poveznice
- H. vulgaris
- H. vulgaris
- H. vulgaris
- H. vulgaris